# Rally di Gran Bretagna 1999
Il Rally di Gran Bretagna 1999, ufficialmente denominato 55th Network Q Rally of Great Britain, è stata la quattordicesima e ultima prova del campionato del mondo rally 1999 nonché la cinquantacinquesima edizione del Rally di Gran Bretagna e la ventiseiesima con valenza mondiale. La manifestazione si è svolta dal 21 al 23 novembre sugli sterrati che attraversano le foreste del Galles e le campagne dell'Inghilterra centro-occidentale, con base a Cheltenham, nel Gloucestershire.
L'evento è stato vinto dal pilota di casa Richard Burns, navigato dal connazionale Robert Reid, al volante di una Subaru Impreza WRC99 della scuderia Subaru World Rally Team, davanti alla coppie finlandesi formate da Juha Kankkunen e Juha Repo, compagni di squadra dei vincitori, e da Harri Rovanperä e Risto Pietiläinen, su SEAT Córdoba WRC Evo2 della squadra ufficiale SEAT Sport.

## Dati della prova
| Denominazione ufficiale             | Network Q Rally of Great Britain |
| Tappa N°                            | 14 di 14 |
| Edizione N°                         | 55 |
| Data manifestazione                 | da domenica 21/11/1999 a martedì 23/11/1999 |
| Sede ospitante                      | Cheltenham, Gloucestershire, Inghilterra |
| Sedi del parco assistenza           | Prima frazione: Silverstone (Northamptonshire, Inghilterra) e Cheltenham (Gloucestershire, Inghilterra). Seconda frazione: Hereford (Herefordshire, Inghilterra) e Builth Wells (Powys, Galles). Terza frazione: Treforest (distretto di contea di Rhondda Cynon Taf, Galles); Neath (distretto di contea di Neath Port Talbot, Galles); Bridgend (distretto di contea di Bridgend, Galles). |
| Superficie                          | Sterrato |
| Direttore di gara                   | Fred Gallagher |
| Iscritti                            | 186 |
| Partiti                             | 160 |
| Arrivati                            | 89 (55,6%) |
| Prove speciali                      | 22 |
| Prova più breve                     | 1,91 km (PS1 e PS7: Cheltenham) |
| Prova più lunga                     | 46,45 km (PS20: Resolfen) |
| Prova più lenta                     | velocità media di 64,02 km/h (PS1: Cheltenham 1) |
| Prova più veloce                    | velocità media di 120,26 km/h (PS16: St. Gwynno) |
| Lunghezza prove speciali            | 389,39 km (21,4% della distanza totale) |
| Lunghezza complessiva trasferimenti | 1426,09 km |
| Distanza totale                     | 1815,48 km |

## Itinerario
| Frazione            | Prova  | Ora    | Nome                               | Lunghezza | Totale    |
| ------------------- | ------ | ------ | ---------------------------------- | --------- | --------- |
| Frazione 1 (21 nov) | PS1    | 08:30  | Cheltenham 1                       | 1,91 km   | 35,61 km  |
| Frazione 1 (21 nov) | PS2    | 09:46  | Cornbury                           | 4,17 km   | 35,61 km  |
| Frazione 1 (21 nov) | PS3    | 11:18  | Silverstone 1                      | 10,02 km  | 35,61 km  |
| Frazione 1 (21 nov) | PS4    | 11:33  | Silverstone 2                      | 10,02 km  | 35,61 km  |
| Frazione 1 (21 nov) |        | 11:45  | Assistenza – Silverstone (20 min)  | –         | 35,61 km  |
| Frazione 1 (21 nov) | PS5    | 13:50  | Blenheim                           | 5,62 km   | 35,61 km  |
| Frazione 1 (21 nov) | PS6    | 15:12  | Silverstone Super Special          | 1,96 km   | 35,61 km  |
| Frazione 1 (21 nov) | PS7    | 17:36  | Cheltenham 2                       | 1,91 km   | 35,61 km  |
| Frazione 1 (21 nov) |        | 17:50  | Assistenza – Cheltenham (45 min)   | –         | 35,61 km  |
|                     |        |        |                                    |           |           |
| Frazione 2 (22 nov) |        | 06:31  | Assistenza – Hereford (10 min)     | –         | 156,71 km |
| Frazione 2 (22 nov) | PS8    | 07:39  | Radnor                             | 23,69 km  | 156,71 km |
| Frazione 2 (22 nov) |        | 08:47  | Assistenza – Builth Wells (20 min) | –         | 156,71 km |
| Frazione 2 (22 nov) | PS9    | 10:04  | Crychan                            | 16,89 km  | 156,71 km |
| Frazione 2 (22 nov) | PS10   | 10:41  | Esgair Dafydd                      | 8,64 km   | 156,71 km |
| Frazione 2 (22 nov) | PS11   | 11:39  | Tywi                               | 22,65 km  | 156,71 km |
| Frazione 2 (22 nov) |        | 12:58  | Assistenza – Builth Wells (20 min) | –         | 156,71 km |
| Frazione 2 (22 nov) | PS12   | 14:26  | Sweet Lamb 1                       | 25,70 km  | 156,71 km |
| Frazione 2 (22 nov) | PS13   | 15:10  | Myherin 1                          | 16,72 km  | 156,71 km |
| Frazione 2 (22 nov) |        | 16:40  | Assistenza – Builth Wells (20 min) | –         | 156,71 km |
| Frazione 2 (22 nov) | PS14   | 18:08  | Sweet Lamb 2                       | 25,70 km  | 156,71 km |
| Frazione 2 (22 nov) | PS15   | 18:52  | Myherin 2                          | 16,72 km  | 156,71 km |
| Frazione 2 (22 nov) |        | 20:12  | Assistenza – Builth Wells (45 min) | –         | 156,71 km |
|                     |        |        |                                    |           |           |
| Frazione 3 (23 nov) |        | 06:45  | Assistenza – Treforest (10 min)    | –         | 197,07 km |
| Frazione 3 (23 nov) | PS16   | 07:29  | St. Gwynno                         | 13,67 km  | 197,07 km |
| Frazione 3 (23 nov) | PS17   | 07:56  | Tyle                               | 10,55 km  | 197,07 km |
| Frazione 3 (23 nov) | PS18   | 08:32  | Rhondda                            | 35,82 km  | 197,07 km |
| Frazione 3 (23 nov) |        | 09:54  | Assistenza – Neath (20 min)        | –         | 197,07 km |
| Frazione 3 (23 nov) | PS19   | 10:41  | Rheola 1                           | 31,47 km  | 197,07 km |
| Frazione 3 (23 nov) |        | 11:44  | Assistenza – Neath (20 min)        | –         | 197,07 km |
| Frazione 3 (23 nov) | PS20   | 12:31  | Resolfen                           | 46,45 km  | 197,07 km |
| Frazione 3 (23 nov) |        | 13:52  | Assistenza – Neath (20 min)        | –         | 197,07 km |
| Frazione 3 (23 nov) | PS21   | 14:39  | Rheola 2                           | 31,47 km  | 197,07 km |
| Frazione 3 (23 nov) | PS22   | 15:57  | Margam                             | 27,64 km  | 197,07 km |
| Frazione 3 (23 nov) |        | 16:52  | Assistenza – Neath (20 min)        | –         | 197,07 km |
| Totale              | Totale | Totale | Totale                             | Totale    | 389,39 km |

## Risultati

### Classifica
| Pos.                                 | Nº       | Pilota              | Co-pilota            | Auto                         | Squadra                      | Classe    | Tempo     | Distacco | Punti    |
| Generale                             | Generale | Generale            | Generale             | Generale                     | Generale                     | Generale  | Generale  | Generale | Generale |
| ------------------------------------ | -------- | ------------------- | -------------------- | ---------------------------- | ---------------------------- | --------- | --------- | -------- | -------- |
| 1.                                   | 5        | Richard Burns       | Robert Reid          | Subaru Impreza WRC99         | Subaru World Rally Team      | WRC       | 3h53'44"2 | –        | 10       |
| 2.                                   | 6        | Juha Kankkunen      | Juha Repo            | Subaru Impreza WRC99         | Subaru World Rally Team      | WRC       | 3h55'31"5 | +1'47"3  | 6        |
| 3.                                   | 9        | Harri Rovanperä     | Risto Pietiläinen    | SEAT Córdoba WRC Evo2        | SEAT Sport                   | WRC       | 3h58'39"5 | +4'55"3  | 4        |
| 4.                                   | 12       | Bruno Thiry         | Stéphane Prévot      | Škoda Octavia WRC            | Škoda Motorsport             | WRC       | 4h02'11"7 | +8'27"5  | 3        |
| 5.                                   | 2        | Freddy Loix         | Sven Smeets          | Mitsubishi Carisma GT Evo VI | Marlboro Mitsubishi Ralliart | WRC       | 4h03'19"5 | +9'35"3  | 2        |
| 6.                                   | 8        | Thomas Rådström     | Gunnar Barth         | Ford Focus WRC               | Ford Motor Co Ltd            | WRC       | 4h03'47"5 | +10'03"3 | 1        |
| 7.                                   | 22       | Gilles Panizzi      | Hervé Panizzi        | Peugeot 206 WRC              | Peugeot Esso                 | WRC       | 4h04'17"8 | +10'33"6 | -        |
| 8.                                   | 17       | Markko Märtin       | Toomas Kitsing       | Toyota Corolla WRC           | -                            | WRC       | 4h05'21"5 | +11'37"3 | -        |
| 9.                                   | 20       | Petter Solberg      | Phil Mills           | Ford Focus WRC               | Ford Motor Co Ltd            | WRC       | 4h06'54"0 | +13'09"8 | -        |
| 10.                                  | 42       | Matthias Kahle      | Dieter Schneppenheim | Toyota Corolla WRC           | Toyota Castrol Deutschland   | WRC       | 4h08'48"2 | +15'04"0 | -        |
| Campionato piloti vetture produzione |          |                     |                      |                              |                              |           |           |          |          |
| 1. (22.)                             | 65       | Ramón Ferreyros     | Gonzalo Saenz        | Mitsubishi Lancer Evo V      | -                            | N4 / PWRC | 4h22'27"5 | –        | 13       |
| 2. (23.)                             | 70       | Richard Tuthill     | Roger Freeman        | Subaru Impreza               | -                            | N4 / PWRC | 4h23'54"6 | +1'27"1  | 8        |
| 3. (24.)                             | 67       | Gavin Cox           | Tim Hobbs            | Mitsubishi Lancer Evo VI     | -                            | N4 / PWRC | 4h25'57"4 | +3'29"9  | 5        |
| 4. (26.)                             | 57       | Mark Perrott        | Andrew Sankey        | Mitsubishi Lancer Evo V      | -                            | N4 / PWRC | 4h26'31"5 | +4'04"0  | 3        |
| 5. (27.)                             | 79       | David Wood          | Les Waterfall        | Subaru Impreza               | -                            | N4 / PWRC | 4h28'17"9 | +5'50"4  | 2        |
| 6. (14.)                             | 89       | Richard Davis       | David Williams       | Mitsubishi Lancer Evolution  | -                            | N4 / PWRC | 4h31'59"7 | +9'32"2  | 1        |
| Coppa FIA squadre                    |          |                     |                      |                              |                              |           |           |          |          |
| 1. (12.)                             | 18       | Luis Climent        | Álex Romaní          | Subaru Impreza WRC98         | Valencia Terra y Mar         | WRC / TC  | 4h11'57"8 | –        | 10       |
| 2. (13.)                             | 19       | Krzysztof Hołowczyc | Jean-Marc Fortin     | Subaru Impreza WRC98         | Turning Point Rally Team     | WRC / TC  | 4h14'15"5 | +2'17"7  | 6        |
| Coppa FIA 2 litri costruttori        |          |                     |                      |                              |                              |           |           |          |          |
| 1. (15.)                             | 25       | Mark Higgins        | Bryan Thomas         | Volkswagen Golf IV Kit Car   | Volkswagen Motorsport UK     | A7 / 2L   | 4h15'37"0 | –        | 10       |
| 2. (18.)                             | 27       | Martin Rowe         | Derek Ringer         | Renault Mégane Maxi          | Renault Elf Dealer Rallying  | A7 / 2L   | 4h16'47"3 | +1'10"3  | 6        |
| 3. (25.)                             | 26       | Kenneth Eriksson    | Staffan Parmander    | Hyundai Coupé Kit Car Evo2   | Hyundai Motorsport           | A7 / 2L   | 4h26'16"1 | +10'39"1 | 4        |

| Principali ritiri | Principali ritiri | Principali ritiri | Principali ritiri  | Principali ritiri        | Principali ritiri            | Principali ritiri | Principali ritiri   | Principali ritiri |
| PS                | Nº                | Pilota            | Co-pilota          | Auto                     | Squadra                      | Classe            | Causa               | Pos.              |
| ----------------- | ----------------- | ----------------- | ------------------ | ------------------------ | ---------------------------- | ----------------- | ------------------- | ----------------- |
| PS 10             | 46                | Henning Solberg   | Runar Pedersen     | Ford Escort WRC          | -                            | WRC               | Coppa dell'olio     | 22º               |
| PS 12             | 10                | Toni Gardemeister | Paavo Lukander     | SEAT Córdoba WRC Evo2    | SEAT Sport                   | WRC               | Frizione            | 6º                |
| PS 14             | 45                | Martin Brundle    | Arne Hertz         | Toyota Corolla WRC       | Toyota Castrol Team          | WRC               | Incidente           | 39º               |
| PS 15             | 7                 | Colin McRae       | Nicky Grist        | Ford Focus WRC           | Ford Motor Co Ltd            | WRC               | Incidente           | 4º                |
| PS 19             | 11                | Armin Schwarz     | Manfred Hiemer     | Škoda Octavia WRC        | Škoda Motorsport             | WRC               | Ruota persa         | 10º               |
| PS 19             | 15                | Marcus Grönholm   | Timo Rautiainen    | Peugeot 206 WRC          | Peugeot Esso                 | WRC               | Incidente           | 3º                |
| PS 20             | 1                 | Tommi Mäkinen     | Risto Mannisenmäki | Mitsubishi Lancer Evo VI | Marlboro Mitsubishi Ralliart | WRC               | Motore              | 5º                |
| PS 21             | 3                 | Carlos Sainz      | Luis Moya          | Toyota Corolla WRC       | Toyota Castrol Team          | WRC               | Sospensione         | 7º                |
| PS 22             | 4                 | Didier Auriol     | Denis Giraudet     | Toyota Corolla WRC       | Toyota Castrol Team          | WRC               | Sospensione         | 5º                |
| PS 22             | 14                | François Delecour | Daniel Grataloup   | Peugeot 206 WRC          | Peugeot Esso                 | WRC               | Cambio              | 4º                |
| PS 22             | 44                | Janne Tuohino     | Miikka Anttila     | Ford Escort WRC          | LPM Human Heat               | WRC               | Fuori tempo massimo | 25º               |

Legenda
| Icona | Classe                                                                                  |
| ----- | --------------------------------------------------------------------------------------- |
| WRC   | Equipaggio che può conquistare punti per il campionato costruttori WRC                  |
| WRC   | Equipaggio di classe A8 che non può conquistare punti per il campionato costruttori WRC |
| PWRC  | Equipaggio registrato al campionato PWRC                                                |
| 2L    | Equipaggio registrato alla Coppa FIA 2 litri costruttori                                |
| TC    | Equipaggio registrato alla Coppa FIA squadre                                            |
|       | Ulteriori classificazioni                                                               |

### Prove speciali
| Frazione            | Prova | Ora   | Nome                      | Lunghezza | Vincitori                                                          | Tempo   | Leader del rally                                                   |
| ------------------- | ----- | ----- | ------------------------- | --------- | ------------------------------------------------------------------ | ------- | ------------------------------------------------------------------ |
| Frazione 1 (21 nov) | PS1   | 08:30 | Cheltenham 1              | 1,91 km   | Tommi Mäkinen Risto Mannisenmäki e Marcus Grönholm Timo Rautiainen | 1'47"4  | Tommi Mäkinen Risto Mannisenmäki e Marcus Grönholm Timo Rautiainen |
| Frazione 1 (21 nov) | PS2   | 09:46 | Cornbury                  | 4,17 km   | Juha Kankkunen Juha Repo                                           | 2'51"8  | Juha Kankkunen Juha Repo                                           |
| Frazione 1 (21 nov) | PS3   | 11:18 | Silverstone 1             | 10,02 km  | Juha Kankkunen Juha Repo                                           | 7'31"1  | Juha Kankkunen Juha Repo                                           |
| Frazione 1 (21 nov) | PS4   | 11:33 | Silverstone 2             | 10,02 km  | Juha Kankkunen Juha Repo                                           | 7'30"9  | Juha Kankkunen Juha Repo                                           |
| Frazione 1 (21 nov) | PS5   | 13:50 | Blenheim                  | 5,62 km   | Marcus Grönholm Timo Rautiainen                                    | 3'56"6  | Juha Kankkunen Juha Repo                                           |
| Frazione 1 (21 nov) | PS6   | 15:12 | Silverstone Super Special | 1,96 km   | Richard Burns Robert Reid                                          | 1'30"3  | Juha Kankkunen Juha Repo                                           |
| Frazione 1 (21 nov) | PS7   | 17:36 | Cheltenham 2              | 1,91 km   | Tommi Mäkinen Risto Mannisenmäki                                   | 1'43"1  | Juha Kankkunen Juha Repo                                           |
|                     |       |       |                           |           |                                                                    |         |                                                                    |
| Frazione 2 (22 nov) | PS8   | 07:39 | Radnor                    | 23,69 km  | Richard Burns Robert Reid                                          | 11'55"9 | Richard Burns Robert Reid                                          |
| Frazione 2 (22 nov) | PS9   | 10:04 | Crychan                   | 16,89 km  | Richard Burns Robert Reid                                          | 9'46"7  | Richard Burns Robert Reid                                          |
| Frazione 2 (22 nov) | PS10  | 10:41 | Esgair Dafydd             | 8,64 km   | Richard Burns Robert Reid                                          | 5'18"8  | Richard Burns Robert Reid                                          |
| Frazione 2 (22 nov) | PS11  | 11:39 | Tywi                      | 22,65 km  | Marcus Grönholm Timo Rautiainen                                    | 14'13"3 | Richard Burns Robert Reid                                          |
| Frazione 2 (22 nov) | PS12  | 14:26 | Sweet Lamb 1              | 25,70 km  | Richard Burns Robert Reid                                          | 15'56"0 | Richard Burns Robert Reid                                          |
| Frazione 2 (22 nov) | PS13  | 15:10 | Myherin 1                 | 16,72 km  | Richard Burns Robert Reid                                          | 10'01"0 | Richard Burns Robert Reid                                          |
| Frazione 2 (22 nov) | PS14  | 18:08 | Sweet Lamb 2              | 25,70 km  | Richard Burns Robert Reid                                          | 16'33"3 | Richard Burns Robert Reid                                          |
| Frazione 2 (22 nov) | PS15  | 18:52 | Myherin 2                 | 16,72 km  | Juha Kankkunen Juha Repo                                           | 10'27"4 | Richard Burns Robert Reid                                          |
|                     |       |       |                           |           |                                                                    |         | Richard Burns Robert Reid                                          |
| Frazione 3 (23 nov) | PS16  | 07:29 | St. Gwynno                | 13,67 km  | Carlos Sainz Luis Moya                                             | 6'49"2  | Richard Burns Robert Reid                                          |
| Frazione 3 (23 nov) | PS17  | 07:56 | Tyle                      | 10,55 km  | Richard Burns Robert Reid                                          | 5'48"5  | Richard Burns Robert Reid                                          |
| Frazione 3 (23 nov) | PS18  | 08:32 | Rhondda                   | 35,82 km  | Richard Burns Robert Reid                                          | 20'01"2 | Richard Burns Robert Reid                                          |
| Frazione 3 (23 nov) | PS19  | 10:41 | Rheola 1                  | 31,47 km  | Richard Burns Robert Reid                                          | 17'54"2 | Richard Burns Robert Reid                                          |
| Frazione 3 (23 nov) | PS20  | 12:31 | Resolfen                  | 46,45 km  | Richard Burns Robert Reid                                          | 25'47"0 | Richard Burns Robert Reid                                          |
| Frazione 3 (23 nov) | PS21  | 14:39 | Rheola 1                  | 31,47 km  | Juha Kankkunen Juha Repo                                           | 18'09"3 | Richard Burns Robert Reid                                          |
| Frazione 3 (23 nov) | PS22  | 15:57 | Margam                    | 27,64 km  | Richard Burns Robert Reid                                          | 17'10"7 | Richard Burns Robert Reid                                          |

## Classifiche mondiali
Classifica piloti
| Pos. | Pos. | Pilota            | Punti |
| ---- | ---- | ----------------- | ----- |
| 1    |      | Tommi Mäkinen     | 62    |
| 2    | 1    | Richard Burns     | 55    |
| 3    | 1    | Didier Auriol     | 52    |
| 4    | 1    | Juha Kankkunen    | 44    |
| 5    | 1    | Carlos Sainz      | 44    |
| 6    |      | Colin McRae       | 23    |
| 7    |      | Philippe Bugalski | 20    |
| 8    |      | Freddy Loix       | 14    |
| 9    | 3    | Harri Rovanperä   | 10    |
| 10   | 1    | Gilles Panizzi    | 6     |
| 11   | 1    | Jesús Puras       | 6     |
| 12   | 1    | Thomas Rådström   | 6     |
| 13   | 2    | Toni Gardemeister | 6     |
| 14   | 3    | Bruno Thiry       | 6     |
| 15   | 1    | Marcus Grönholm   | 5     |
| 16   | 1    | François Delecour | 3     |
| 17   | 1    | Ian Duncan        | 3     |
| 18   |      | Markko Märtin     | 2     |
| 19   |      | Petter Solberg    | 2     |
| 20   |      | Possum Bourne     | 2     |
| 20   |      | Andrea Aghini     | 2     |
| 22   |      | Volkan Işık       | 1     |
| 23   |      | Piero Liatti      | 1     |
| 24   |      | Leonidas Kirkos   | 1     |

Classifica costruttori WRC
| Pos. | Pos. | Squadra                      | Punti |
| ---- | ---- | ---------------------------- | ----- |
| 1    |      | Toyota Castrol Team          | 109   |
| 2    |      | Subaru World Rally Team      | 105   |
| 3    |      | Marlboro Mitsubishi Ralliart | 83    |
| 4    |      | Ford Motor Co Ltd            | 37    |
| 5    |      | SEAT Sport                   | 23    |
| 6    |      | Peugeot Esso                 | 11    |
| 7    |      | Škoda Motorsport             | 6     |